# Adobe Express
Adobe Express (ранее Adobe Spark) — это интегрированный набор приложений для создания мультимедиа контента для мобильных устройств и веб-приложений, разработанный Adobe Systems. Он состоит из четырёх отдельных дизайнерских приложений: Premiere Rush (видеоредактор), Photoshop Express (фоторедактор), Spark Video (приложение для создания слайд-шоу — музыкальных видеороликов из фотографий)

## Описание
(приложение для создания презентаций).
Сервис является частью Creative Cloud. Контент автоматически сохраняется в облаке. Это бесплатное веб-приложение, которое синхронизируется с приложениями Premiere Rush, Photoshop Express для Android, iOS и Spark Video, Spark Page для iOS, позволяя пользователям создавать, редактировать и делиться своими визуальными историями с любого устройства. Три дизайнерских приложения позволяют пользователям проектировать и создавать визуальный контент, который можно использовать для бизнеса, образования, маркетинга, социальных сетей и т. д. В Spark Gallery можно просмотреть различные проекты, которые были созданные пользователями. В приложении пользователь может искать различные изображения, фото, картинки и импортировать их в свой проект. Поисковая система специально подбирает изображения только с тегами Creative Commons с лицензией на повторное использование.

## История создания
В мае 2014 года Adobe запустила Adobe Voice, новый анимированное приложение- видеоредактор для iPad, которое использовалось для создания историй в видео формате. Позже Adobe Voice станет известно как Adobe Spark Video.
В апреле 2015 года Adobe запустила Adobe Slate — приложение для iPad, которое было направлено на работу с фото и текстом. Позже Adobe Slate станет тем, что сейчас известно как Adobe Spark Page. В 2014 году пришла идея создания подобного приложения под кодовым названием Project Luca.
В октябре 2015 года Adobe выпустила Adobe Slate в открытый доступ в интернете. Теперь проекты Adobe Slate будут автоматически синхронизироваться между десктопной и iPad версиями с помощью Adobe Creative Cloud.
В декабре 2015 года Adobe запустила Adobe Post как приложения для создания графики в формате социальных сетей для iPhone и iPad. Идеи Adobe Post в дальнейшем легли в основу Adobe Spark Post.
В январе 2016 года Adobe впервые запустила Adobe Voice 2.0 с полной поддержкой для iPhone. Приложение позволяет пользователям синхронизировать проекты с вашей учётной записью Adobe, что позволяет работать и создавать проекты на одном устройстве, а завершать их на другом.
В мае 2016 года компания запустила Adobe Spark, веб-инструмент, который объединяет такие продукты как: Adobe Post, Adobe Slate и Adobe Voice в единую платформу. В связи с объединением в одно семейство, приложения для iOS были переименованы: Adobe Post стала Adobe Spark Post, Adobe Slate стала Adobe Spark Page, а Adobe Voice стала Adobe Spark Video.
13 декабря 2021 года Adobe Spark был переименован в Adobe Express и включил в себя Photoshop Express и Premiere Rush.

## Рекомендации
1. 1 2  Adobe Express для рабочих групп и корпоративных клиентов. Дата обращения: 7 августа 2022. Архивировано 7 августа 2022 года.
2. ↑  Adobe Spark Home Page. Adobe Spark. Дата обращения: 31 августа 2016. Архивировано 23 декабря 2019 года.
3. ↑  Adobe Releases Spark Web App and Updates Companion Mobile Apps. Adobe Spark. Дата обращения: 31 августа 2016. Архивировано 27 ноября 2020 года.
4. ↑  Welcome to Adobe Spark. spark.adobe.com. Дата обращения: 28 февраля 2018. Архивировано из оригинала 8 ноября 2017 года.
5. ↑  Adobe Spark a Guide for Schools and Educators. spark.adobe.com. Дата обращения: 28 февраля 2018. Архивировано 10 сентября 2020 года.
6. ↑  Adobe Releases Adobe Voice. Adobe Blog. Дата обращения: 31 августа 2016. Архивировано 16 сентября 2016 года.
7. ↑  Adobe’s Slate Is A Visual Storytelling App For The iPad. TechCrunch. Дата обращения: 31 августа 2016. Архивировано 30 ноября 2020 года.
8. ↑  Adobe Announces Project Luca. Adobe Blog. Дата обращения: 31 августа 2016. Архивировано 3 декабря 2020 года.
9. ↑  Adobe's Slate presentation app makes its way to the web. Adobe Spark. Дата обращения: 31 августа 2016. Архивировано 26 октября 2020 года.
10. ↑  Adobe’s New App, Adobe Post, Lets Anyone Create Professional Graphics. TechCrunch. Дата обращения: 31 августа 2016. Архивировано 26 февраля 2021 года.
11. ↑  Adobe’s Voice app for storytellers lands on iPhone with project syncing from iPads. 9to5Mac. Дата обращения: 31 августа 2016. Архивировано 22 февраля 2021 года.
12. ↑  Adobe Spark Announcement New Design Storytelling Tool From Adobe. Adobe Spark Blog. Дата обращения: 31 августа 2016. Архивировано из оригинала 8 ноября 2017 года.